# Jan Baptista Müller
Jan (Johann) Baptista Müller (30. června 1752 Going – 15. října 1806 Oslavany) byl zakladatelem Mülerrova těžířstva a průkopník v těžbě černého kamenného uhlí a ledku v Rosicko-oslavanském revíru.

## Životopis
Narodil se v Tyrolsku, kde byl důlním úředníkem. Do Oslavan přišel v roce 1785 a získal do pronájmu propůjční list k těžbě uhlí a ledku. Usadil se v údolí potoka Balinka a začal budovat obytné, hospodářské budovy a budovu na výrobu kamence. Vznilé sídlo bylo nazýváno Werkhof (Havírna). Nejprve zarazil za Havírnou štolu a později naproti přes Balinku plytkou jámu Jan. Hlavní těžbou byly břidlicové lupky k získání kamence, který se dále zpracoval na ledek, a pak uhlí. Z Tyrol si přivedl manželku Annu Müllerovou (1760 – †2. dubna 1832 Oslavany), rozená Hornerová a bratra Antonína Müllera (13. května 1759 Going – 19. března 1824).
Po jeho smrti převzala podnik jeho žena Anna Müllerová, spolu s jeho bratrem Antonínem a později se syny Janem Danielem a Antonínem.

## Rodina
Jan Baptista Müller se oženil s Annou Müllerovou (1760 – 2. dubna 1832 Oslavany), rozenou Hornerovou, zvanou Ledařka. Z jejich svazku vzešlo sedm dětí, tři dcery a čtyři synové.

### Děti
Dcery:
- Marie (1786 – 9. března 1846 Oslavany) provdaná Rennerová (5 dětí)
- Františka Xaverie (4.4.1787 Padochov – 5. června 1856) provdaná dne 19. září 1813 za Jana Hüpsche z Ivančic (7 dětí)
- Jindřiška (3.1.1791 Padochov – 19. března 1866) provdaná dne 13. července 1823 za guberniálního radu v Brně Viléma Tkaného (5 dětí)

Synové:
- Ferdinand (27.1.1789 Padochov–19. května 1820 Padochov[10])
- Antonín (5. ledna 1797 Padochov[11] – 27. duben 1875 Brno) ženatý s Karolínou Lešickou (1801–1875), syn Albín (1835–1836)
- Josef (1795 – 5. ledna 1798)
- Jan Daniel (25. října 1793 Padochov – 25. března 1875) ženatý s Annou Marií Lešickou (1800–1865)
  - synové Jana Daniela:
  - František (8. února 1825 – 17. února 1901 Oslavany) ženatý s Julií Hofmannovou (dvanáct dětí)
  - Jan Nepomuk (20. listopadu 1827 Werkhof – 20. ledna 1897 Vídeň) ženatý s Marií Gebaerovou, čtyři dcery a syn, lékař ve Vídni[12]
  - Theodor (10. října 1818 Werkhof – 5. března 1898) ženatý s Františkou Schöneckovou, syn Zdeněk (sebevražda 1893)[12]

Antonín Müller koupil zámek Borotín, statky v Borotíně, Roudku a Slatině a dům v Brně.

### Zásluhy
V roce 1867 Jan Daniel Müller zakoupil pro obec Zbýšov první vozní hasičskou stříkačku. V roce 1871 Jan Daniel Müller s baronem Stummerem z Tavarnoka se podílel na výstavbě nemocnice v Ivančicích, podílel se na výstavbě železnice z Brna do Zastávky v roce 1855 a železniční vlečky k dolu Simson ze Zbýšova. František Müller založil v Oslavanech školní knihovnu do které zakoupil na 200 knih. Theodor Müller finančně podporoval výstavbu fary a obecní školy ve Zbýšově, podporoval zakládání škol.

#### Ocenění
Jan Daniel Müller a jeho syn Theodor obdrželi Záslužné zlaté kříže s korunkou  František Müller, horní rada, vyznamenán papežem Piem IX. Řádem sv. Řehoře a Řádem c.k. Františka Josefa.

## Doly a štoly

### Oslavany
Po získání privilegia na těžbu uhlí zakládal J. B. Müller kutiště, štoly a plytké jámy, které byly záhy opuštěny z důvodů nezvládnutí přítoků vody.
- štola Jan (100 m dlouhá), Xaveri, Helena (vrátková), Charlotta (28 m, těžba pomocí vrátku[12])
- 1785 – 1800: a Dědičná na Záklašteří, důl Havírna (15 m hluboký), Janský (28 m), Barbora (30 m, těžba ukončena v roce 1854[12]), Xaver (15 m) a Nová Mašinka (145 m). Štoly: Verpach (100 m dlouhá), Anton (100 m), Karoli (100 m), Christofi (100 m).[15][16]

### Zbýšov
- Anna (201 m), úpadní jámy František – Alexander (15 m), Jindřich-Anton, Theodor
- důl Antonínský[14] do roku 1830.
- 1830 znovu otevřen důl Anna, instalován první parní stroj[17], 1859 postavena koksovna